# Jegun
Jegun (gaskonsko Jigun) je naselje in občina v južnem francoskem departmaju Gers regije Jug-Pireneji. Leta 2008 je naselje imelo 1.136 prebivalcev.

## Geografija
Naselje leži v pokrajini Gaskonji 18 km severozahodno od Aucha.

## Uprava
Jegun je sedež istoimenskega kantona, v katerega so poleg njegove vključene še občine Antras, Biran, Castillon-Massas, Lavardens, Mérens, Ordan-Larroque, Peyrusse-Massas, Roquefort in Saint-Lary s 3.285 prebivalci.
Kanton Jegun je sestavni del okrožja Auch.

## Zgodovina
Naselbina je bila ustanovljena v 11. stoletju, utrjena kot bastida okoli leta 1180, pod Bernardom IV.,grofom Armagnaškim.

## Zanimivosti
- cerkev svete Kandide, prvikrat omenjena v papeški buli iz leta 1193;